# Quercus pinbianensis
Quercus pinbianensis là một loài thực vật có hoa trong họ Cử. Loài này được (Y.C.Hsu & H.Wei Jen) C.C.Huang & Y.T.Chang miêu tả khoa học đầu tiên năm 1992.